# 土尔克人
土尔克人是中国新疆和哈萨克斯坦境内的一个族群，主要分布于中国新疆西部的阿克陶、叶城、喀什、阿图什等县市，哈萨克斯坦阿拉木图州也有分布。“土尔克”是“突厥”的别译，也是土尔克人的自称。土尔克人半农半牧，尤其擅长放牧，婚姻方面，土尔克人奉行族内通婚的政策。土尔克人的本民族语言是土尔克语，他们也能掌握临近的其他民族语言。